# Timbro
Timbro es un instituto de análisis y una editorial libertaria, con sede en Estocolmo, Suecia, que trabaja para influir en la legislación y la opinión pública. Sus investigaciones y análisis se centran en los valores de la libertad individual, libertad económica, una sociedad abierta y reducir al mínimo la intervención gubernamental.
En su forma moderna, Timbro fue fundada en 1978 por la Agencia Sueca de Empleadores (Svenska Arbetsgivareföreningen) que en 2001 se fusionó con la Asociación Sueca Industrial para formar la Confederación de Empresas Suecas. Timbro es una filial de la Fundación de la Libre Empresa Sueca, financiada por la Confederación de Empresas Suecas.
Originalmente, Timbro fue fundada como una editora de libros por el director de bancos Ernfrid Browaldh (1889-1982), más tarde director general de Svenska Handelsbanken. Tomó el nombre de sus dos hijos Tom e Ing-Marie Browaldh, y más tarde
donó la editorial a una organización predecesora de la Fundación de la Libre Empresa Sueca. Timbro fue sacado de su estado de latencia cuando la Asociación de Empleadores de Suecia se hizo más activa en la vida política como grupo de presión a partir de mediados del decenio de 1970 bajo la presidencia de Curt Nicolin.